# Liste der Monuments historiques in Dalhain
Die Liste der Monuments historiques in Dalhain führt die Monuments historiques in der französischen Gemeinde Dalhain auf.

## Liste der Bauwerke
| Bezeichnung          | Beschreibung | Standort                           | Kennzeichnung | Schutzstatus | Datum | Bild |
| -------------------- | ------------ | ---------------------------------- | ------------- | ------------ | ----- | ---- |
| Ruine des Beinhauses | romanisch    | auf der Südseite der Kirche (Lage) | PA00106750    | Classé       | 1917  |      |